# Agapetes mitrarioides
Agapetes mitrarioides är en ljungväxtart som beskrevs av Joseph Dalton Hooker och Charles Baron Clarke. Agapetes mitrarioides ingår i släktet Agapetes och familjen ljungväxter. Inga underarter finns listade i Catalogue of Life.